# Spencer Rhynes
Spencer Rhynes (* 2. Juli 1974 in Magnolia (Arkansas)) ist ein ehemaliger US-amerikanischer Basketballspieler.

## Laufbahn
Rhynes spielte in seinem Heimatland als Student Basketball an der University of Texas at San Antonio (1992 bis 1994) sowie an der Huston-Tillotson University (1995, 1996). Später spielte er auf Taiwan und war Mitglied der Harlem Globetrotters.
Von 2000 bis 2002 stand der US-Amerikaner in Diensten des österreichischen Zweitligisten Turnerschaft Innsbruck, anschließend verstärkte er in der A-Bundesliga den BK Klosterneuburg. Hernach spielte Rhynes in Wien (BC Vienna und Basket2000 Vienna), Traiskirchen und Mattersburg.